# 星加浩一
星加 浩一（ほしか こういち、1958年4月1日 - ）は、日本の実業家、馬主。
低空頭・狭隘部などの特殊条件での工事を手がける日本ジオス株式会社の代表取締役社長を務める。

## 馬主活動

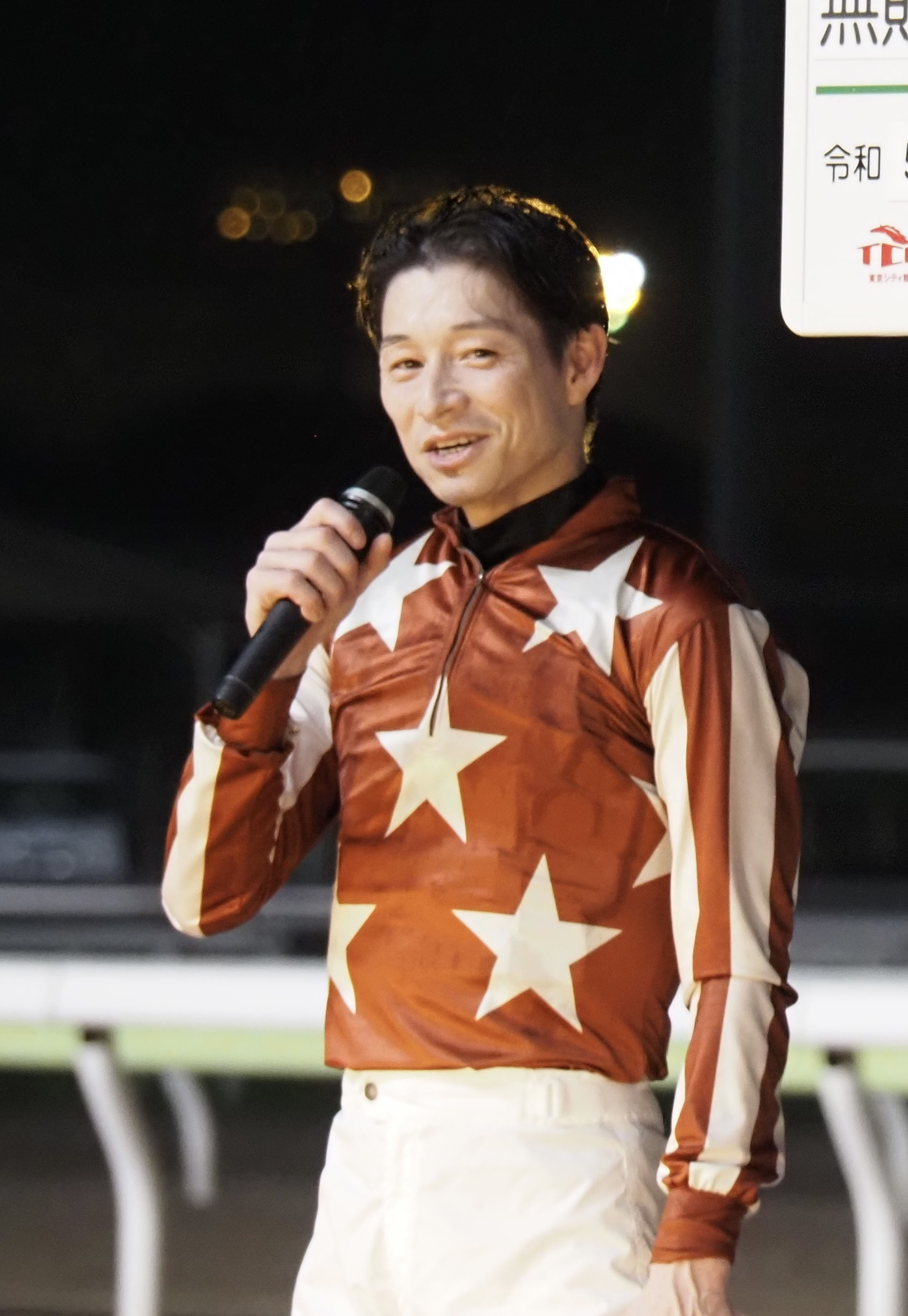
星加の勝負服を着用した御神本訓史

日本中央競馬会（JRA）および地方競馬全国協会（NAR）に登録する馬主でもある。勝負服の柄は茶、白星散、袖白縦縞（星柄は苗字がモチーフ）。
1977年の有馬記念などを制したテンポイントを好きになったことが競馬好きになったきっかけだという。その後一口クラブに入会し、仕事の関係で一時離れたのを経て2019年に中央・地方の両方で個人馬主資格を取得した。

## 主な所有馬

### GI級競走優勝馬
太字はGI級競走、*は地方重賞を示す
- ミックファイア（2023年*羽田盃、*東京ダービー、ジャパンダートダービー、*ダービーグランプリ）

### 重賞競走優勝馬
- ナイトオブナイツ（2021年いしがきマイラーズ[注 1]）
- セイカメテオポリス（2021年戸塚記念、2023年オグリキャップ記念、大井記念、2024はがくれ大賞典）